# Rinat Azizow
Rinat Faridowicz Azizow, ros. Ринат Фаридович Азизов (ur. 10 lutego 1973 w Ufie) – rosyjski hokeista.

## Kariera
- Saławat Jułajew Ufa (wychowanek)
- Awangard Ufa (1989-1990, 1991/1992)
- HK Nioman Grodno (1991-1996)
- Tiwali Mińsk (1996-1999)
- Stoczniowiec Gdańsk (1997-1999)
- Legion Mińsk (1999-2000)
- HK Homel (2000-2001)
- HK Brześć (2001-2002)

Wychowanek Saławatu Jułajew Ufa. Na początku lat 90. grał w Niomanie Grodno. Grał w lidze polskiej w barwach Stoczniowca Gdańsk w sezonach 1997/1998 i 1998/1999.
W późniejszych latach podjął występy w amatorskich rozgrywkach Republiki Baszkortostanu w barwach drużyny Szerif.

## Sukcesy
Klubowe
- Srebrny medal mistrzostw Białorusi: 1993, 1994 z Niomanem Grodno, 1997 z Tiwali Mińsk
- Brązowy medal mistrzostw Białorusi: 1995, 1996 z Niomanem Grodno, 1998 z Tiwali Mińsk
- Złoty medal Wschodnioeuropejskiej Ligi Hokejowej: 1996 z Niomanem Grodno